# Магнум Кримен
Ма́гнум Кри́мен (Magnum Crimen; полное название Magnum crimen — pola vijeka klerikalizma u Hrvatskoj — «Великое преступление — полвека клерикализма в Хорватии») — книгa о клерикализме в Хорватии с конца XIX века до конца Второй мировой войны. Книга была написана бывшими католическим священником, профессором и историком Белградского университета, доктором Виктором Новаком (1889—1977).
Книга была впервые опубликована в Загребе в 1948 году.
Сразу после публикации книги Ватикан внес её в индекс запрещённых книг.

## Предпосылки
Доктор Новак затратил более сорока лет, собирая документы и книги для подготовки к написанию своей работы. Он начал искать материалы, ещё когда был учеником средней школы, затем продолжил, будучи студентом университета и семинарии в Риме, а после — как профессор университета в Белграде. Он написал трилогию, в которой «Магнум кримен» являлся последней частью (первые 2 части — «Магнум темпус» и «Магнум сакердос»). В 1941 году, после разрушения и оккупации королевства Югославии, доктор Новак был вынужден уничтожить весь собранный им материал из-за боязни быть арестованным и убитым немецкими захватчиками и их сотрудниками в Белграде. Он оказался среди первых 10 человек, арестованных в Белграде немцами. Ему удалось продолжить работу над этой книгой после освобождения Белграда в октябре 1944. Наблюдая за деятельностью римско-католической церкви в Югославии на протяжении более 50 лет, автор заключает, что эта церковь заменила идею служения Богу на прислуживание Римской курии, то есть правительству римского понтификата в роли мирового лидера. В результате этого, римско-католическая церковь установила в королевстве Югославии римский католицизм в качестве основополагающей религии для хорватского народа и обратила большую часть своего священства в пылких сторонников усташей.

## Содержание
Книга описывает активность римско-католического духовенства в королевстве Югославии, включая его намерения и попытки стать выше государств, контролировать их, и, как результат, контролировать повседневную жизнь обычных людей. Книга состоит из двух определенных частей. Первая часть состоит из пятнадцати глав и описывает римско-католический клерикализм от конца девятнадцатого и начинала двадцатого века в Австро-Венгрии, а после этого в королевстве Югославии. Вторая часть, последние четыре главы этой книги, описывает подъём и падение Независимого Государства Хорватия и активную поддержку хорватских усташей со стороны римско-католического духовенства.
Главная доктрина римско-католической церкви в королевстве Югославия состояла из следующих пунктов:
- духовенство должно получать зарплату, как представители государственной власти;
- государство не может контролировать католическую церковь;
- церковь имеет полное право быть включенной в политическую жизнь королевства Югославии;
- доктрина церкви и религиозное образование будут частью учебных программ основной и средней школы;
- римско-католические учебные программы церкви в школах будет обязательны для всех учеников, у которых хотя бы один из родителей является католиком[9].

Йосип Юрай Штросмайер проповедовал идеи, самая важная из которых была «служить Богу — то же самое, что служить народу» и стремился создать близкие отношения между хорватами и сербами, вводя старославянский язык как язык литургии римско-католической церкви на Балканском полуострове. Его деятельность была агрессивно подавлена римско-католическим духовенством в Хорватии и Славонии.
Вторая часть этой книги фокусируется на основании Независимого Государства Хорватия, её активной поддержки со стороны римско-католического духовенства, и их вовлечению и поддержке в истреблении и/или действенном обращении сербов и истреблении евреев и цыган. Книга говорит об активном вовлечении католического духовенства в истребление сербов, евреев и цыган в королевстве Югославия.
Архиепископ Алоизий Степинац представлен в этой книге как пылкий римско-католический крестоносец, который публично поддерживал установку «Независимой Хорватской Державы», характеризовал усташей как хорватских патриотов, защищал их перед римским папой и был ответственным за расистскую ориентацию и поведение его духовенства
После войны, то же самое католическое духовенство защищалось утверждая, что они активно выступали против принудительного крещения и истребления сербов, ссылаясь на письма и инструкции, отправленные католической церкви к верхней части ее духовенства. Новак, однако, утверждает, что эти письма отправлены, когда работа истребления и принудительного крещения была уже в значительной степени завершена, и само письмо не было публичным, а инструкции не были обязательными. Кроме того, в статье, опубликованной в Novi list (17 марта 1942), католическое духовенство выступает против христианизации евреев, чтобы избежать их истребления.

## Воспринятие
Самые ранние обзоры этой книги являются обзоры проф. С. Троицкого (1949)  и шведа О. Неймана. Нейман указывает на две вещи в своем обзоре: роль проф. Новака в распространении и защите идеи югославства и изобилие документации собранной проф. Новаком использованной в качестве материала для этой книги.
Уильям Банди так охарактеризовал эту книгу:
Это длительное обвинение клерикализма в Хорватии в течение прошлого полувека написано югославским историком. Вторая половина книги, покрывая период «Независимой Хорватской Державы» Анте Павелича, основана на богатом материале из многих источников и обращает определенное внимание на роль архиепископа Степинаца.
Несколько иную оценку книге дал британский журналист Робин Харис, отметив, что теория хорватского клеро-фашизма Новака является преувеличением злодеяний, сделанным по политическим мотивам .
Всего было выпущено 6 полных изданий и одно сокращённое.

## Издания
- Viktor Novak. Magnum Crimen: Pola vijeka klerikalizma u Hrvatskoj. — Zagreb: Nakladni zavod Hrvatske, 1948. (альтернативная ссылка)
- Viktor Novak. Magnum Crimen: Pola vijeka klerikalizma u Hrvatskoj. — Drugo izdanje. — Beograd: Nova knjiga, 1986.